# イエス十二弟子を召寄せて
『イエス十二弟子を召寄せて』（イエスじゅうにでしをめしよせて、Jesus nahm zu sich die Zwölfe）BWV22は、ヨハン・ゼバスティアン・バッハが1723年2月7日のライプツィヒ市トーマス教会カントル採用試験で披露した、四旬節の礼拝で演奏する教会カンタータ。当日の採用試験では、『汝まことの神にしてダビデの子よ』（Du wahrer Gott und Davids Sohn）BWV23も同時に演奏している。BWV23が古様式のカンタータ、BWV22が新様式のカンタータを指向している。人生の節目にあたる採用試験の課題曲であるため、その名は広く知られているが、実際に演奏される機会は意外に少なく、録音でも全集完成を目指す演奏家以外はあまり録音しない傾向があり、なかなか耳にしないカンタータの一つである。

## 概要
四旬節の礼拝では、ルカ福音書第18章の31節-43節が説教主題となる。BWV22では、エルサレムを目前にしてイエスが十二使徒に受難を預言する前半をモティーフにしており、冒頭のアリオーソは、まさにそのイエスの預言そのものを取り上げている。歌詞に盛り込まれていない預言の後半部には、イエスがいかなる苦難を受けて死を迎えるかが述べられている。これを受けて、師の預言の真意を理解できずに動揺する十二使徒の様子を、すべてのキリスト者に投影したのがこのカンタータである。BWV23では、盲人の目を開いたイエスの奇蹟を述べた後半部をモティーフにしている。
自筆の総譜で伝承されている。台本の作者は不明。聖句を冒頭に持ってくる点は1723年後半のカンタータと共通する特徴であり、中間のアリアとレチタティーヴォのペアに同一歌詞の句を1行加える点は1727年頃の独唱カンタータと共通する特徴である。また、1723年前半のカンタータによく見られる（典型例が別名「主よ、人の望みの喜びよ」）、器楽間奏をともなう終結コラールを初めて採用したカンタータである。初演は試験当日ではあるが、当然ながらカントルに就任したわけではない(正式採用は3ヵ月後の5月5日)ため、実際の礼拝での初演は、翌年1724年2月20日の四旬節礼拝である。再演の記録は残っていない。当日用のカンタータは現存するだけでも4曲を数え、再演があったことが確認できるのはBWV23のみである。
1727年以降にバッハと組んでカンタータを量産した詩人ピカンダーは、1729年頃の四旬節に備えて、このBWV22とまったく同じ福音を冒頭に据えた台本を制作した。それがカンタータ159番「見よ、われらエルサレムへ上る」（Sehet, wir gehn hinauf gen Jerusalem）である。しかしバッハは159番の作曲の際に22番を転用することはせず、新たに重厚なアリオーソを与えた。

## 聖書箇所
第一コリント13:1-13「げに信仰と希望と愛と此の三つの者は限りなく存らん、而して其のうち最も大なるは愛なり。」（13:13）、ルカの福音書18:31-43

## 楽曲構成

### 第1曲 アリオーソと合唱「イエス十二弟子を召寄せて」（Jesus nahm zu sich die Zwölfe）
テノール・バス・オーボエ・弦楽器・通奏低音→合唱・全楽器、ト短調、4/4拍子　聖句ルカ18:31-34
オーボエ独奏を弦楽器がエコーで飾るイントロがしばし流れ、いったん不協和音で流れが止まると、テノールが扮するエヴァンゲリストが場面解説を簡単に述べて、すぐにバスが歌う福音が始まる。同一福音を歌う159番の威厳に満ちた重厚なアリオーソとは違い、福音を何度も反復する流麗なアリオーソである。アリオーソが終わっても楽器の伴奏はしばし続くが、唐突にソプラノを先頭にアレグロのフーガに突入すると楽器は沈黙する。福音の真意を理解できずに狼狽する様子が、途切れ途切れのフーガ主題の錯綜するさまで表現されている。弟子達のフーガが終わると、器楽の演奏が回帰し、後奏を終えて次の曲へ移る。
福音書記者（テノール）「イエス・キリストは十二使徒たちに語られた。」
イエス・キリスト（バス）『視よ、我らエルサレムに上る。人の子につき預言者たちによりて録されたる凡ての事は、成し遂げらるべし。』（ルカ18:31）
福音書記者（ソプラノ、アルト、テナー、バス）「弟子たち此等のことを一つだに悟らず、此の言かれらに隱れたれば、その言ひ給ひしことを知らざりき。」（ルカ18:34）

### 第2曲 アリア「わがイエスよ、我を導きたまえ」（Mein Jesu, ziehe mich）
アルト・オーボエ・通奏低音、ト短調、9/8拍子
オーボエのゆったりしたジグに乗せ、エルサレムへ導くよう祈願する。アルトの旋律も平穏で、随所に1小節を超える同音の維持がみられる。一方で、受難なくして救済がないことを暗示するように、不協和音も挿入されている。

### 第3曲 レチタティーヴォ「わがイエスよ、我を導きたまえ」（Mein Jesu, ziehe mich）
バス・弦楽器・通奏低音　聖句ヨハネ12:32-33、マルコ9:2-6
弦楽器の和音に彩られた堂々たるレチタティーヴォ・アコンパニヤート。イエス・キリストの変容したときも小屋を、ゴルゴダの恥辱による十字架の福音を受け入れない肉体の死と、魂の従順を祈願したものである。血肉を糾弾し、その死を願うにつれて、曲調は厳しさを増していく。しかし肉から十字架への従順を確信した終結では、喜びつつエルサレムに向かうさまを晴れやかなメリスマと活発な伴奏からなるアリオーソへと転じる。
「我もし地より擧げられなば、凡ての人をわが許に引きよせん』かく言ひて、己が如何なる死にて死ぬるかを示し給へり。」（ヨハネ12:32-33）
「六日の後、イエスただペテロ、ヤコブ、ヨハネのみを率きつれ、人を避けて高き山に登りたまふ。かくて彼らの前にて其の状かはり、其の衣かがやきて甚だ白くなりぬ、世の晒布者を爲し得ぬほど白し。エリヤ、モーセともに彼らに現れて、イエスと語りゐたり。ペテロ差出でてイエスに言ふ『ラビ、我らの此處に居るは善し。われら三つの廬を造り、一つを汝のため、一つをモーセのため、一つをエリヤのためにせん』彼等いたく懼れたれば、ペテロ何と言ふべきかを知らざりしなり。」（マルコ9:2-6）

### 第4曲 アリア「わがすべての最たるもの」（Mein Alles in Allem）
テノール・弦楽器・通奏低音、変ロ長調、3/8拍子
弦楽器のパスピエのイントロには華やかな装飾が施され、魂の喜びと解放を暗示する。テノールのメロディも上昇音を基調とし、永久の宝たる預言の成就を確信する。喜びとともに死の時を迎えるくだりでは、メロディが穏やかな下降音や4小節にわたる同音保持を見せ、魂の永遠への憧れを明らかにする。

### 第5曲 コラール「慈しみもてわれらを死なせ」（Ertöt un durch dein Güte）
合唱・全楽器、変ロ長調、4/4拍子
コラール・カンタータ96番の骨格となるエリザベト・クロイツィガーのコラール「主キリスト、神の独り子」の最終第5節を編曲したもので締めくくる。古い人の死と魂の永遠を渇望するコラールを節ごとに分解し、オーボエと第1ヴァイオリンを主とするリトルネロの中に挿入していく。この技法はカンタータ147番をはじめ105番や76番など、1723年序盤のカンタータの締めくくりに常用されたものである。